# Langen (Geestland)

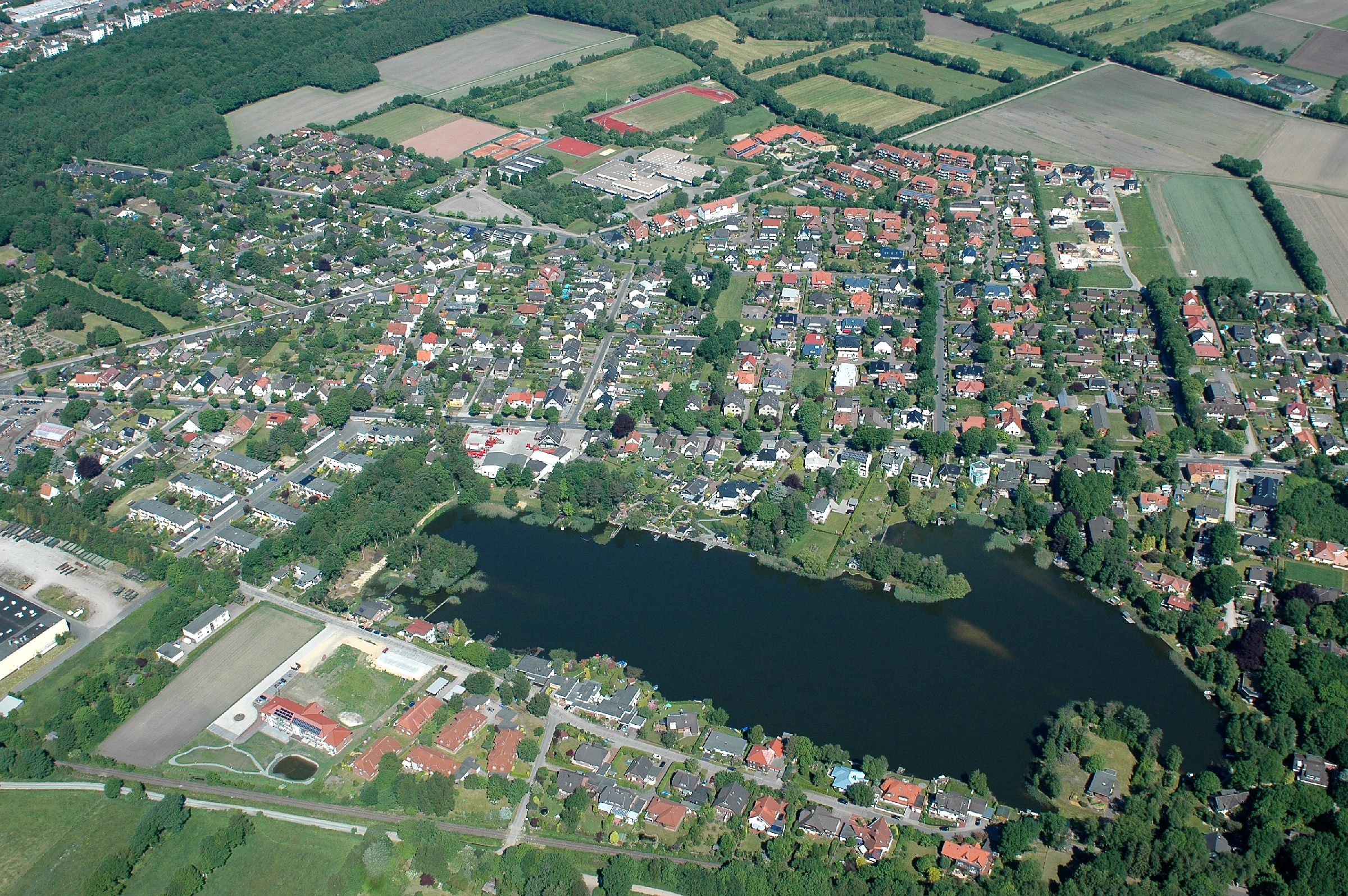
Langen (2012)

Langen – dzielnica miasta Geestland w Niemczech, w kraju związkowym Dolna Saksonia, w powiecie Cuxhaven. Do 31 grudnia 2014 miasto.
Langen leży ok. 7 km na północ od Bremerhaven i ok. 30 km na południe od Cuxhaven.